# Split (Unix)
split是一个Unix实用程序，最常用于将文件分割成两个或更多个较小的文件。

## 用法
命令语法是：
```
 
split
 
[
选项
]
 
[
输入
 
[
前缀
]]

```

split默认生成固定大小的输出文件，默认为1000行。这些文件的命名方式是在输出文件名后添加aa、ab、ac等后缀。 如果没有给出输出文件名，则使用默认的文件名x，例如xaa、xab等。输入文件名为连字符（-）时，将从标准输入中读取数据。
要将文件名分割为50 MB每部分，且命名为partaa、partab、partac……
```
 
split
 
-b50m
 
filename
 
part

```

要再次将这些文件重新组合到一起，请使用cat命令
```
 
cat
 
xaa
 
xab
 
xac
 
>
 
文件名

```

或
```
 
cat
 
xa
[
a-c
]
 
>
 
文件名

```

或甚至是
```
 
cat
 
xa?
 
>
 
文件名

```

其他程序选项允许指定使用最大字符数（而不是行数）、最长行长，生成文件名中添加的字符数，以及使用字母还是数字。

## 手册页
- split – 命令与工具（Commands & Utilities）参考，单一UNIX®规范第7期，由國際開放標準組織发布